# Acidithiobacillus
Acidithiobacillus ist eine Gattung von Bakterien, die im Jahr 2000 durch Neuzuordnung einiger Thiobacillus-Arten zu einer neuen Gattung etabliert wurde. Sie ist die einzige Gattung der Familie Acidithiobacillaceae. Die Arten der Gattung sind charakterisiert durch Chemolithotrophie, Acidophilie und die Fähigkeit zur Oxidation von elementarem Schwefel und reduzierten Schwefelverbindungen.

## Merkmale
Charakteristische und gut untersuchte Arten sind:
Acidithiobacillus ferrooxidans: oxidiert zweiwertiges Eisen, elementaren Schwefel und reduzierte Schwefelverbindungen. Durch diese Oxidationen werden Eisen-Schwefel-Minerale wie Pyrit und Markasit aufgelöst. Die entstehenden Stoffwechselprodukte sind dreiwertiges Eisen bzw. Schweflige Säure und Schwefelsäure. Die Gattung Acidithiobacillus toleriert sehr hohe Säurekonzentrationen, so wurde dieses Bakterium in Sauerwässern gefunden, die aus Pyrit-haltigen Bergbauhalden sickern (saure Grubenwässer).
Acidithiobacillus thiooxidans: oxidiert reduzierte Schwefelverbindungen zu Schwefliger Säure und Schwefelsäure. Das Bakterium wurde gefunden in Sauerwässern, die aus Pyrit-haltigen Bergbauhalden sickern, und in beschädigten Abwasserleitungen, die Schwefelwasserstoff und andere reduzierte Schwefelverbindungen enthielten.

## Vorkommen und Bedeutung
Beide Arten bewohnen Gesteine, Bergwerke und Bergbauhalden, die chemische Verbindungen mit zweiwertigem Eisen oder reduzierte Schwefelverbindungen oder beides enthalten. Sie werden industriell beim Bioleaching, einem speziellen Metallgewinnungsverfahren, eingesetzt, bei dem durch bakterielle Oxidationen Metalle aus sulfidischen Erzen, Gold aus Pyriteinschluss und Uran aus Uraninit-haltigen Erzen gewonnen werden. Da Tagebaurestlöcher oftmals Pyrit und andere Sulfidmineralien enthalten, führt die Gegenwart dieser Bakterienarten und anderer Arten mit ähnlichem Stoffwechsel zur Bildung von Schwefelsäure (Absinken des pH-Wertes) und gegebenenfalls zur Verockerung der Vorfluter, wenn Eisen bei wieder steigendem pH-Wert aus der Lösung ausfällt.

## Systematik
Die Gattung Acidithiobacillus wurde 2000 durch Donovan P. Kelly und Ann P. Wood etabliert, die einige Arten der Gattung Thiobacillus (Familie der Hydrogenophilaceae der Betaproteobacteria) in die neue Gattung stellten. Acidithiobacillus ist gegenwärtig die einzige Gattung der Familie Acidithiobacillaceae. Sie gehört zur Ordnung der Acidithiobacillales, die die einzige Ordnung in der Klasse der Acidithiobacillia darstellt. 2013 wurde vorgeschlagen, die Ordnung der Acidithiobacillales einer neuen, eigenständigen Klasse der Acidithiobacillia zuzuordnen, die neben den Betaproteobacteria und Gammaproteobacteria anzuordnen ist. Üblicherweise werden derartige Änderungen erst mit Neuauflage des wichtigen Referenzwerks der phylogenetischen Systematik der Prokaryoten, Bergey’s Manual of Systematic Bacteriology anerkannt.
Folgende Arten sind bekannt (Stand 2014):
- Acidithiobacillus albertensis corrig. (Bryant et al. 1988) Kelly & Wood 2000 (Basonym: Thiobacillus albertis (sic))
- Acidithiobacillus caldus (Hallberg & Lindström 1995) Kelly & Wood 2000 (Basonym: Thiobacillus caldus)
- Acidithiobacillus ferridurans Hedrich & Johnson 2013[6]
- Acidithiobacillus ferrivorans Hallberg et al. 2010[7]
- Acidithiobacillus ferrooxidans (Temple & Colmer 1951) Kelly & Wood 2000 (Basonym: Thiobacillus ferrooxidans)[1]
- Acidithiobacillus thiooxidans (Waksman & Joffe 1922) Kelly & Wood 2000 (Basonym: Thiobacillus thiooxidans)[2]